# Rondibilis binhana
Rondibilis binhana es una especie de escarabajo longicornio del género Rondibilis, tribu Acanthocinini, subfamilia Lamiinae. Fue descrita científicamente por Pic en 1926.

## Descripción
Mide 8 milímetros de longitud.

## Distribución
Se distribuye por Vietnam.